# Kamp It Petgat
Kamp It Petgat, aan de Nijksweg te Blesdijke, was een strafkamp voor Joden.

## Ligging en opbouw
Kamp It Petgat was gelegen in de Friese gemeente Weststellingwerf. Het was toegankelijk via een lang zandpad. Rond het pomphuis stonden een grote woonbarak met meerdere slaapzalen, een wasplaats, een kantine, een keukenbarak, een transformatorhuisje en een woning voor de beheerder. Het kamp bood ruimte aan 75 mannen. Nederlandse mariniers en marechaussees werden als bewakers en beheerders aangesteld. De leiding van het kamp kwam op 10 juni 1942 in handen van sergeant-marinier Christiaan Overweg.

## Joods strafkamp

### Het kamp
Kamp It Petgat was een strafkamp voor Joden die zich in de werkkampen aan een delict schuldig hadden gemaakt. Opruiing en weglopen waren in de ogen van de Duitse bezetter ook delicten. De bewoners werden in de moerassige gebieden langs de Linde te werk gesteld.

### Het regime
De regels voor roken en het versturen en ontvangen van post waren strenger dan elders. Tien man, meer dan normaal, met honden, begeleidden de Joden naar het werk. Er was een militaristisch regime o.a. met appel en inspectie. Aan de bewoners werd te kennen gegeven dat nieuwe overtredingen tot transport naar kamp Ommen of kamp Amersfoort zouden leiden. Op zondag moesten de bewoners oefeningen van pakwerkers met honden bijwonen.

### Het einde
Het kamp heeft maar vier maanden als strafkamp gediend. Het werd in de nacht van 2 op 3 oktober 1942 (Jom Kipoer) ontruimd. De Joodse mannen zijn toen onder het mom van gezinshereniging naar Kamp Westerbork afgevoerd.

## Na de Tweede Wereldoorlog
In 1946 zijn de barakken van het kamp gebruikt om NSB'ers onder te brengen. De barakken zijn in de jaren vijftig afgebroken. Van It Petgat is een klein bosje, halverwege de Nijksweg en de Markeweg het enige wat rest. Er liggen nog enige resten van fundamenten. Op 25 april 2003 heeft Sjaak Stibbe, een oud-bewoner van het kamp, een monument aan de Nijksweg onthuld.